# Городоцький район (Білорусь)
Городо́цький райо́н (біл. Гарадоцкі раён) — адміністративна одиниця Білорусі, на північному сході Вітебської області.

## Адміністративний поділ
До складу району входить 1 селищна рада — Єзерищенська та 10 сільських рад:
- Бичихінська
- Вайханська
- Вировлянська
- Гуркінська
- Довгопольська
- Межанська
- Пальмінська
- Первомайська
- Руднянська
- Стодолищенська